# Avenue du Général-de-Gaulle (Perpignan)
 (septembre 2022).
La mise en forme du texte ne suit pas les recommandations de Wikipédia : il faut le « wikifier ».
Les points d'amélioration suivants sont les cas les plus fréquents. Le détail des points à revoir est peut-être précisé sur la page de discussion.
- Les titres sont pré-formatés par le logiciel. Ils ne sont ni en capitales, ni en gras.
- Le texte ne doit pas être écrit en capitales (les noms de famille non plus), ni en gras, ni en italique, ni en « petit »…
- Le gras n'est utilisé que pour surligner le titre de l'article dans l'introduction, une seule fois.
- L'italique est rarement utilisé : mots en langue étrangère, titres d'œuvres, noms de bateaux, etc.
- Les citations ne sont pas en italique mais en corps de texte normal. Elles sont entourées par des guillemets français : « et ».
- Les listes à puces sont à éviter, des paragraphes rédigés étant largement préférés. Les tableaux sont à réserver à la présentation de données structurées (résultats, etc.).
- Les appels de note de bas de page (petits chiffres en exposant, introduits par l'outil «  Source ») sont à placer entre la fin de phrase et le point final[comme ça].
- Les liens internes (vers d'autres articles de Wikipédia) sont à choisir avec parcimonie. Créez des liens vers des articles approfondissant le sujet. Les termes génériques sans rapport avec le sujet sont à éviter, ainsi que les répétitions de liens vers un même terme.
- Les liens externes sont à placer uniquement dans une section « Liens externes », à la fin de l'article. Ces liens sont à choisir avec parcimonie suivant les règles définies. Si un lien sert de source à l'article, son insertion dans le texte est à faire par les notes de bas de page.
- La présentation des références doit suivre les conventions bibliographiques. Il est recommandé d'utiliser les modèles {{Ouvrage}}, {{Chapitre}}, {{Article}}, {{Lien web}} et/ou {{Bibliographie}}. Le mode d'édition visuel peut mettre en forme automatiquement les références.
- Insérer une infobox (cadre d'informations à droite) n'est pas obligatoire pour parachever la mise en page.

Pour une aide détaillée, merci de consulter Aide:Wikification.
Si vous pensez que ces points ont été résolus, vous pouvez retirer ce bandeau et améliorer la mise en forme d'un autre article.
L'avenue du Général de Gaulle, anciennement Avenue de la Gare, est une voie située dans le Quartier de la Gare à Perpignan, chef-lieu des Pyrénées-Orientales.
Elle débute au Cour Lazare Escarguel, devant la place de la Catalogne, et finit au Boulevard du Conflent, devant la gare SNCF de Perpignan. Elle constitue l'axe principal reliant la gare au centre-ville.

## Origine du nom
L'avenue honore le général de Gaulle, militaire, résistant, homme d'État et écrivain français.

## Situation et accès
L'avenue relie la gare de Perpignan à la place de la Catalogne et son bâtiment remarquable construit au début du XXesiècle, le Magasin Aux Dames de France de Perpignan.
Cette avenue dessert la gare ferroviaire, constituée de TGV, d'Intercités de Nuit et de TER du réseau Occitanie. Elle dessert également la gare routière et ses bus départementaux et internationaux. L'avenue est desservie par 4 arrêts de bus, Catalogne Jeantet Violet, Riquet, Cabrit et Gare SNCF, opéré par Sankéo.

## Historique

### Construction
La gare de Perpignan est construite en 1858 en amont des remparts de Perpignan, en pleine campagne. Pour la relier à la ville, la porte de la République fut ouverte à travers le rempart. En 1859 est décidé par le Conseil Général la construction d’une route reliant la gare et le centre, la route départementale 8 bis, d'une longueur de 600m et d'une largeur de 16m, dont 7m de chaussée et 2 trottoirs de 4,5m chacun. Pour permettre l'accès à cette voie, des travaux sont réalisés pour percer un passage dans les remparts de la ville construits par Vauban. Cette voie départementale voit le jour en 1862, et devient voit municipale en 1884.

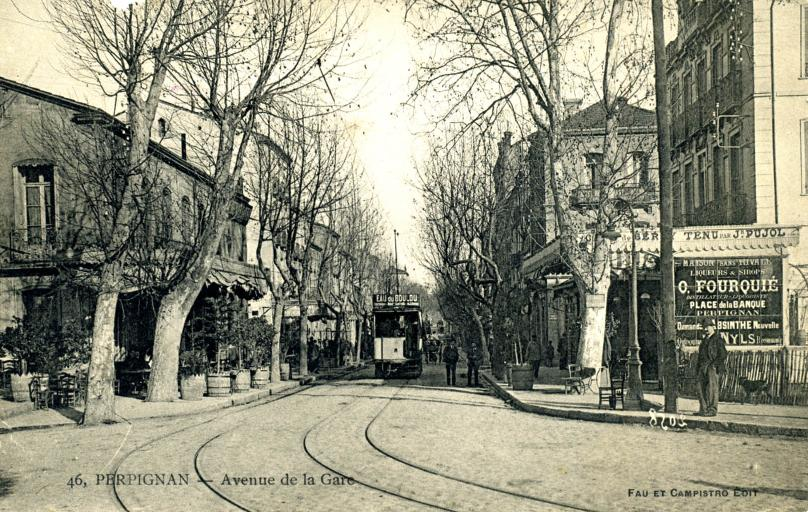
L'ancien tramway de Perpignan dans l'avenue de la Gare (vers 1905).

### Urbanisation
Cette route favorise par ailleurs la construction d'habitations, non autorisées à l'époque en raison des règles imposées par le Génie militaire, qui interdit toute construction dans cette zone jusqu'à son déclassement en 1901. Les alentours de l'avenue de la Gare vont s'urbaniser rapidement, et s'installent la bourgeoisie des affaires, principalement dans la négoce du vin.

### Tramway
Un tramway y est construit sur l'avenue, reliant la Gare à la Place de la Loge, entré en exploitation le 1er février 1901 jusqu'en octobre 1955.

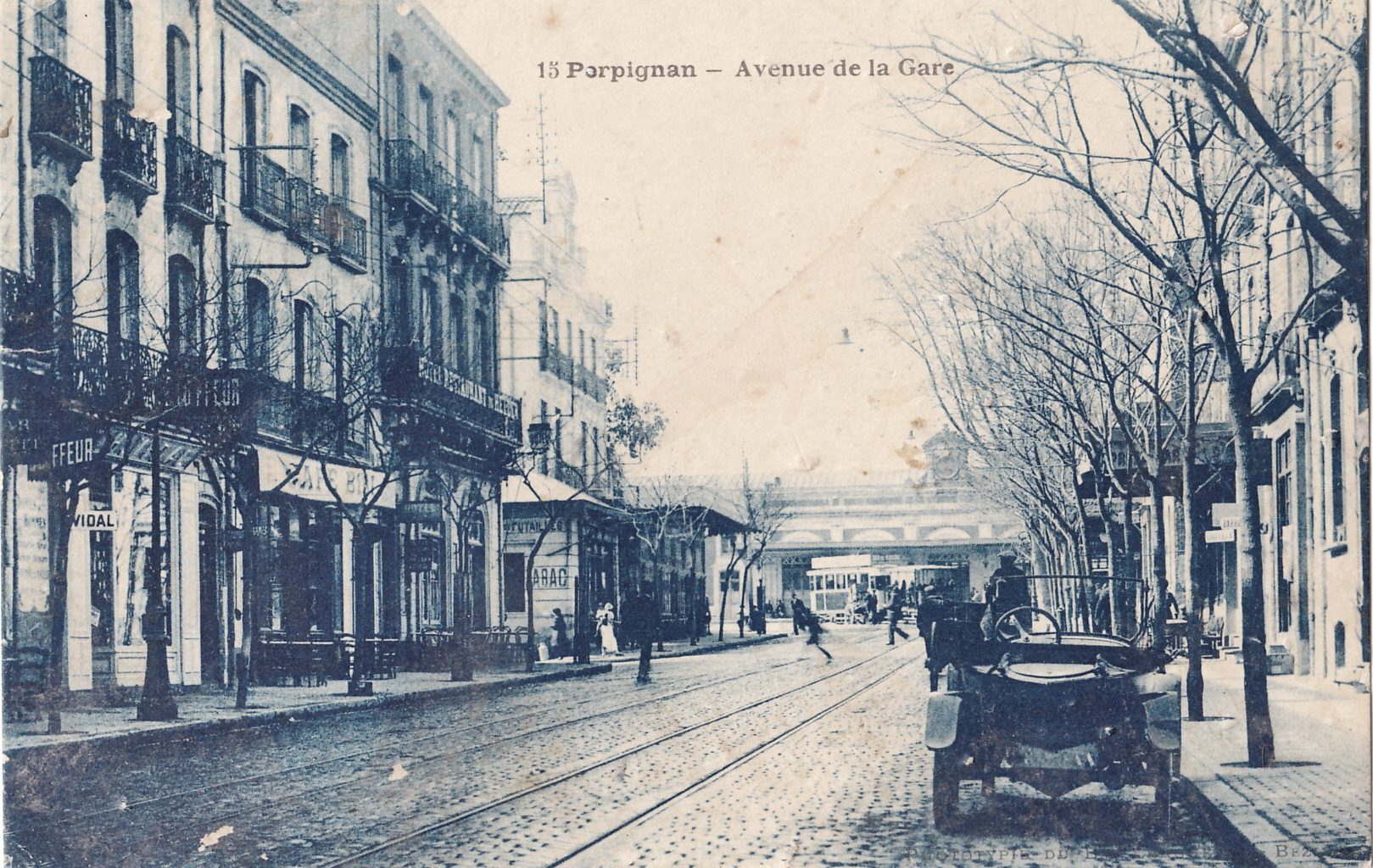
L'avenue de la Gare, dans les années 1920.

### Changements de noms
La route est d'abord nommée avenue de la Gare au XIXe siècle, puis avenue du Maréchal Pétain en 1941, et enfin son nom actuel, avenue du Général de Gaulle en septembre 1944.

## Bâtiments remarquables

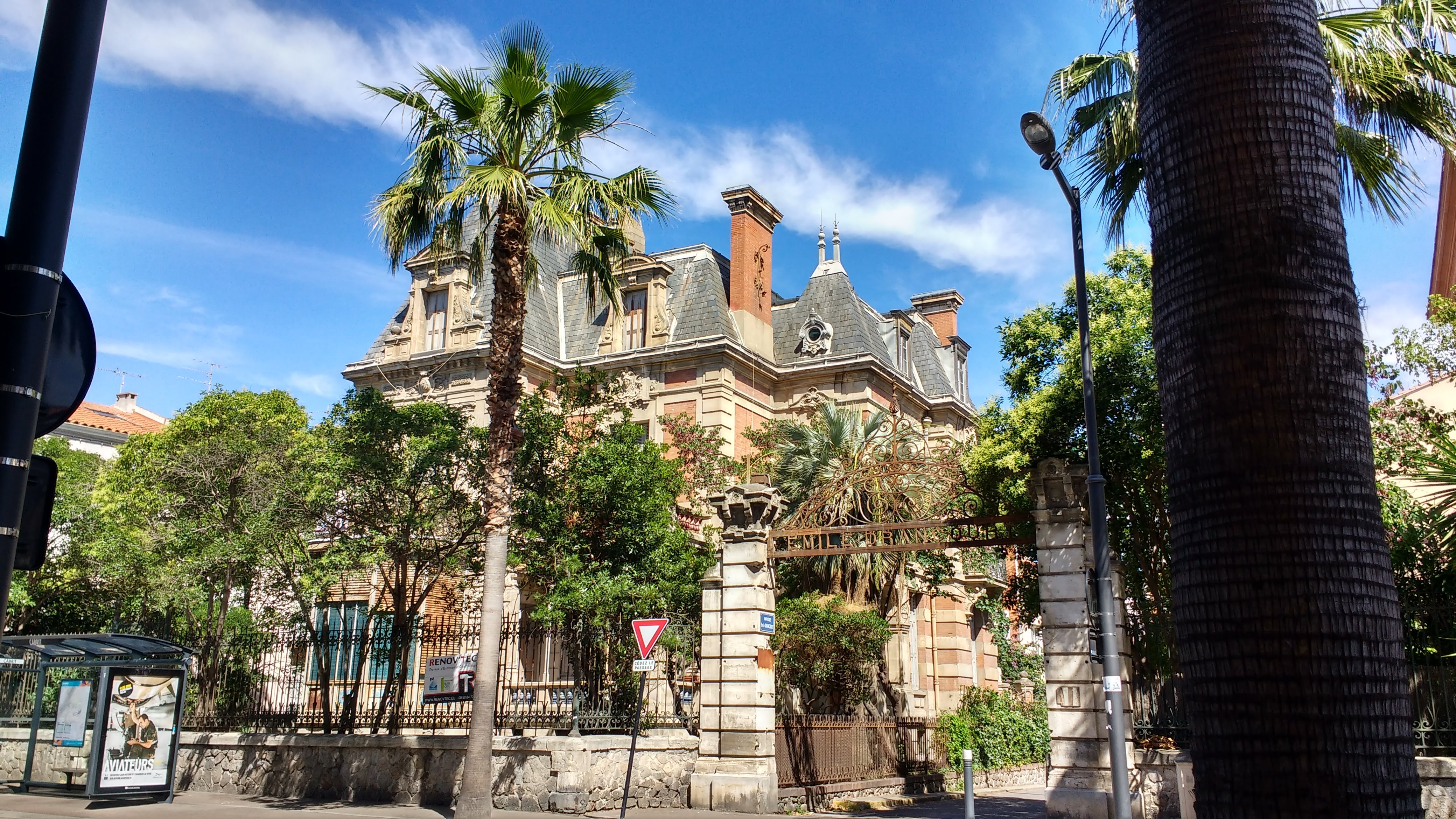
Hôtel Drancourt, Perpignan

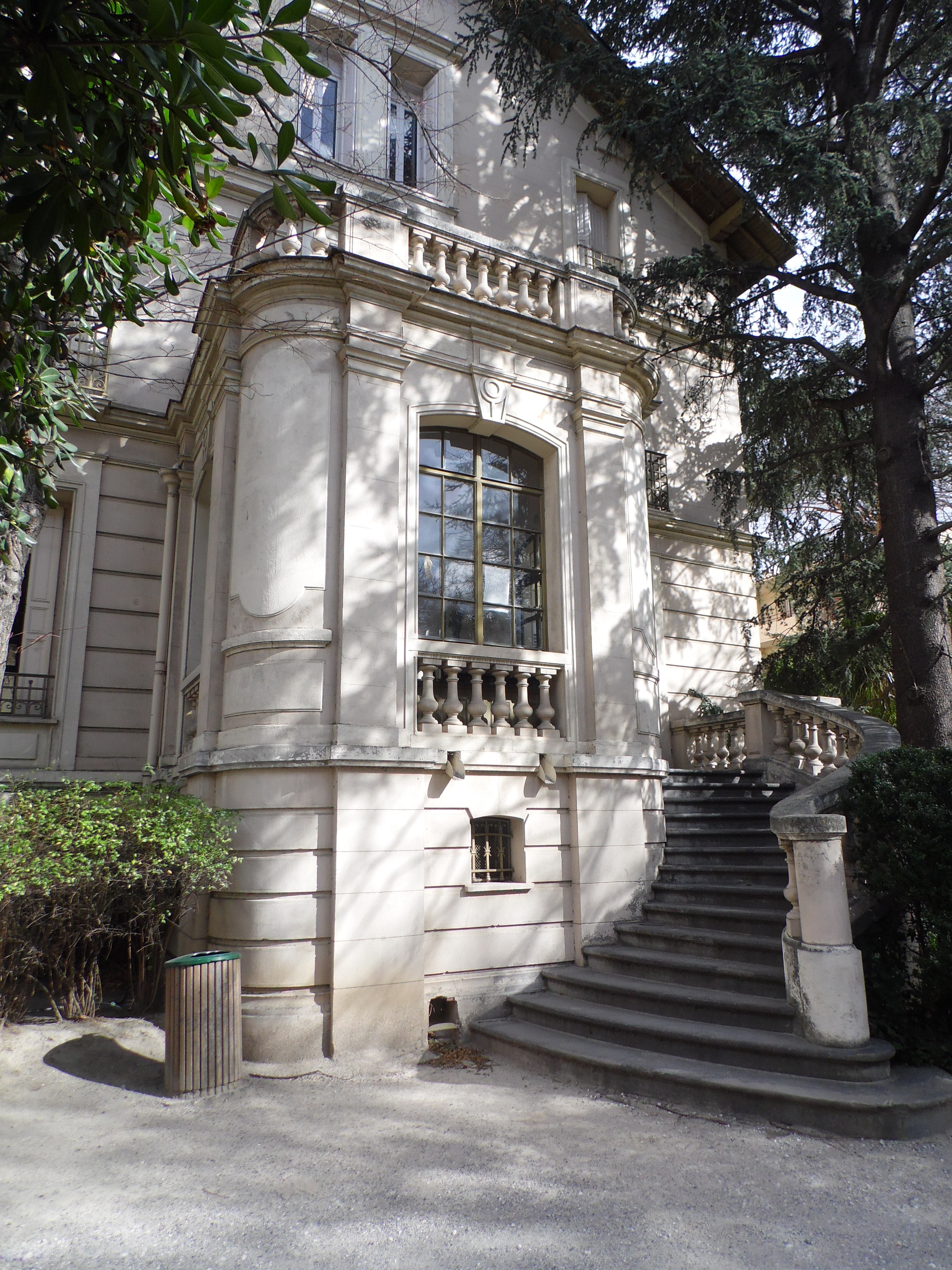
Musée Puig, Villa des Tilleuls, Perpignan

### Bâtiments situés sur l'avenue
- No  14 : La Demeure Bardou, hôtel particulier par l'architecte toulousain Frédéric Delor de Masbou (1886)
- No  21 : L'Hôtel particulier Drancourt, par l'architecte Viggo Dorph-Petersen (1899)
- no 23 : La Maison Payrard par l’architecte Pierre Sans (1946)
- no 32 : Maison de ville de la Belle Époque
- no 45 : Foyer Béthanie, par Jean Amiel (1881)
- No  56 : Immeuble de rapport par l'architecte Jean Gély (1933)

### Bâtiments à proximité immédiate
- Gare de Perpignan
- Magasin Aux Dames de France de Perpignan
- Église Saint-Joseph, rue Joseph Cabrit. Église catholique de style gothique inaugurée en 1893[10],[11].
- Villa des Tilleuls et Jardin Puig, avenue de Grande Bretagne . (aujourd'hui Musée des monnaies et médailles Joseph-Puig et bibliothèque municipale de quartier)